# Muchomor żółtawy
Muchomor żółtawy (Amanita crocea (Quél.) Singer) – gatunek grzybów należący do rodziny muchomorowatych (Amanitaceae).

## Systematyka i nazewnictwo
Pozycja w klasyfikacji według Index Fungorum: Amanita, Amanitaceae, Agaricales, Agaricomycetidae, Agaricomycetes, Agaricomycotina, Basidiomycota, Fungi.
Po raz pierwszy takson ten zdiagnozował w 1898 r. Lucien Quélet jako odmianę muchomora szarawego (Amanita vaginata var. crocea). Obecną, uznaną przez Index Fungorum nazwę nadał mu w 1951 r. Rolf Singer, podnosząc go do rangi odrębnego gatunku.
Synonimy naukowe:
- Amanita aurantiofulva E.-J. Gilbert
- Amanita crocea f. alba P. Laurent 2000
- Amanita crocea (Quél.) Singer 1951 f. crocea
- Amanita crocea var. aurantiofulva (E.-J. Gilbert) Romagn. 1992
- Amanita crocea (Quél.) Singer (1951) var. crocea
- Amanita vaginata var. crocea Quél. 1898
- Amanitopsis crocea (Quél.) E.-J. Gilbert 1928
- Amanitopsis crocea (Quél.) E.-J. Gilbert 1928 var. crocea

Nazwę polską zaproponował Władysław Wojewoda w 2003 r.

## Morfologia
Kapelusz
Ochrowo-pomarańczowy do żółtopomarańczowego, 6–15 cm średnicy, początkowo półkolisto-jajowato-dzwonkowaty, z wiekiem wypukły do rozpostartego i z garbkiem, powierzchnia wilgotna lepka, sucha gładka i aksamitna, zwykle bez resztek osłony, brzeg wyraźnie prążkowany do 1/3 promienia.
Blaszki
Kremowe, dość gęste, szerokie, wolne.
Trzon
Cylindryczny, wysokość 10–15 cm, grubość 1–2,5 cm, nieco zwężający się ku górze; powierzchnia z żółto-pomarańczowymi kłaczkami na białym tle. W nasadzie trzonu trwała i solidna pochwa, błoniasta, biała z zewnątrz, żółtawa wewnątrz.
Miąższ
Biały, cienki, bez zapachu, smak łagodny, nieokreślony.
Wysyp zarodników
Biały. Zarodniki kuliste lub prawie kuliste, rozmiar: 11–12,5 × 9–10 µm

## Występowanie i siedlisko
Występuje w Europie i w Ameryce Północnej. Od lat 1980. jest w Europie coraz rzadszy. W piśmiennictwie naukowym na terenie Polski do 2003 r. podano 6 jego stanowisk.
Owocniki wyrastają pojedynczo lub w grupach, w lasach liściastych, na obrzeżach, w trawie, w ciepłych, nasłonecznionych miejscach, preferuje gleby mineralne. Źle znosi zawartość związków azotowych w glebie.

## Znaczenie
Grzyb mikoryzowy. Grzyb jadalny. Ze względu na możliwość pomyłki z trującymi gatunkami muchomorów lepiej go nie zbierać do celów spożywczych. Ponadto ze względu na rzadkie występowanie nie ma znaczenia użytkowego.

## Gatunki podobne
Możliwość pomyłki z muchomorem cesarskim (Amanita caesarea), który również posiada podobny, żółto-pomarańczowy kolor, jednak gatunek ten nie występuje w Polsce. Można też pomylić z muchomorem rdzawobrązowym (Amanita fulva), który tworzy mniejsze owocniki i ma kapelusz o bladym pomarańczowym kolorze.

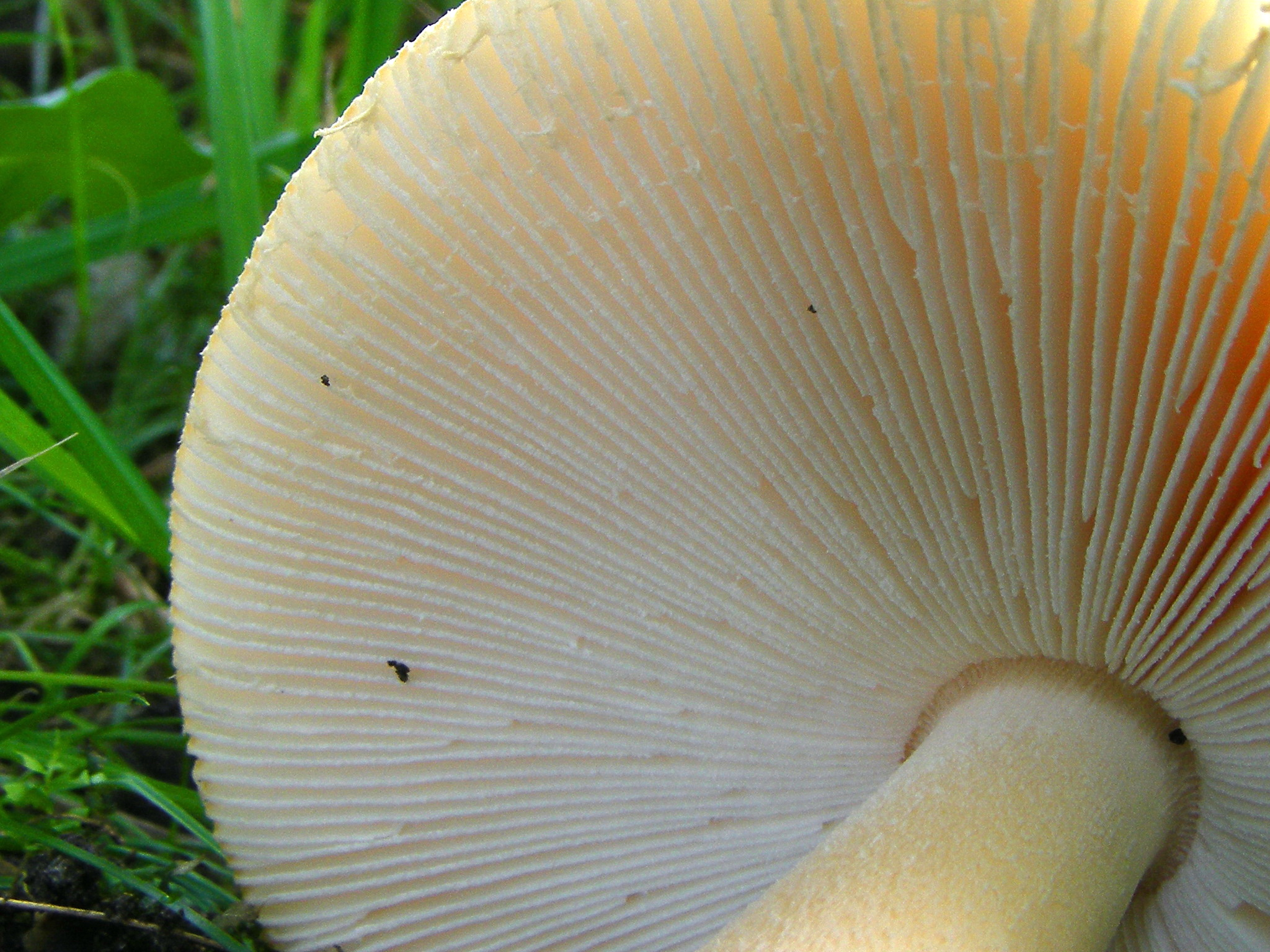
Spód kapelusza – hymenofor
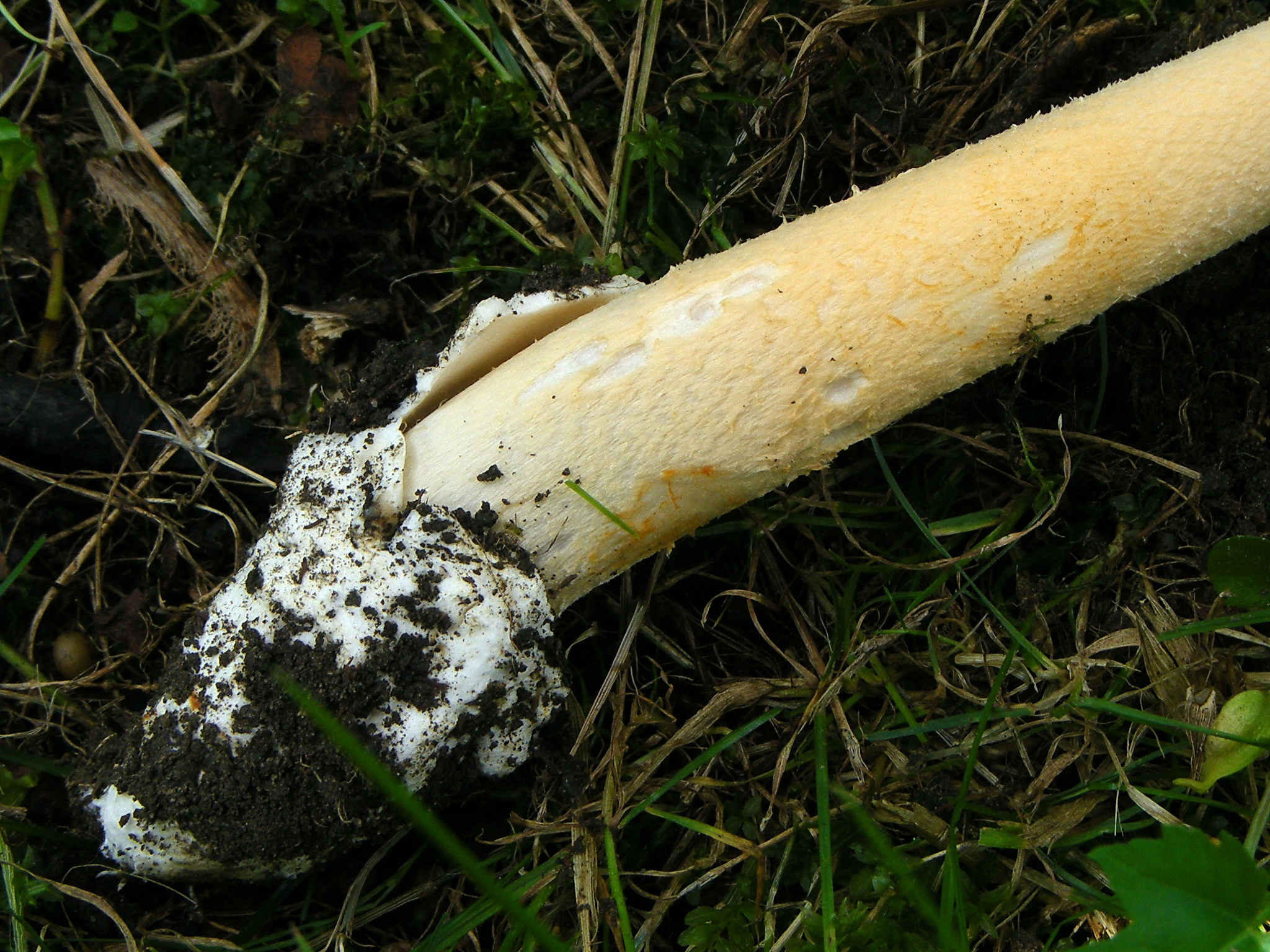
Podstawa trzonu
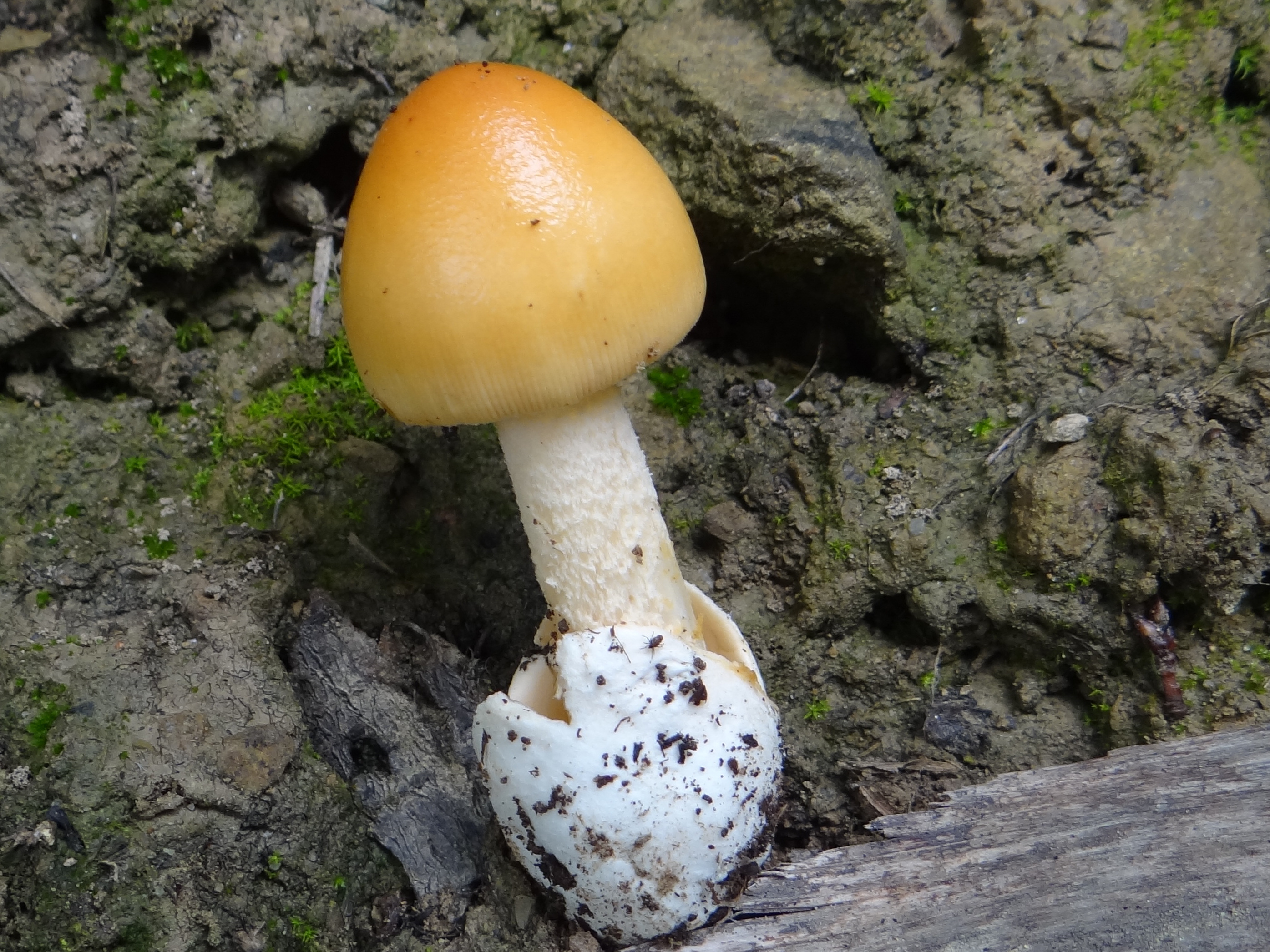
Młody owocnik
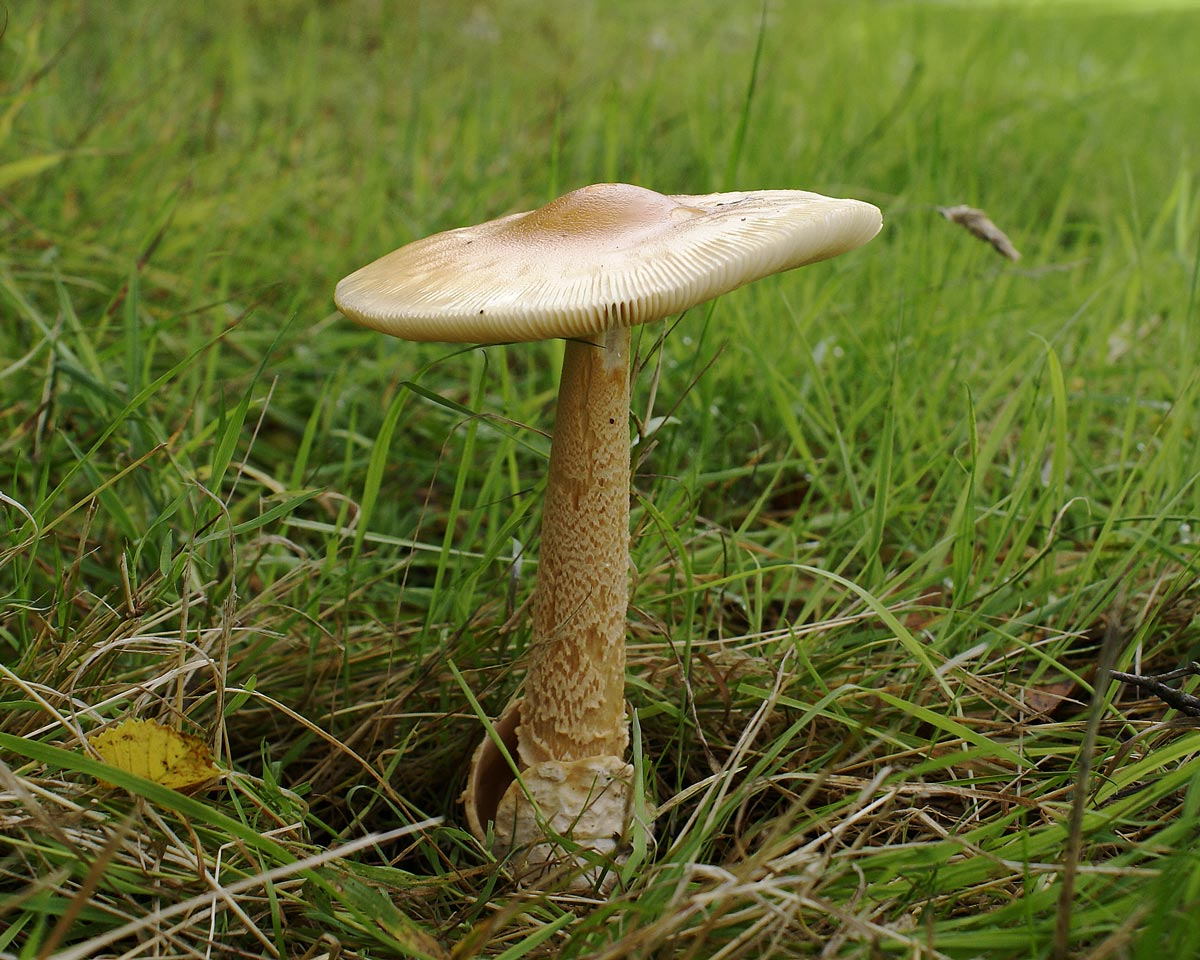
Dojrzały owocnik